# Attilio Zanchi
Attilio Zanchi (* 1953 in Mailand) ist ein italienischer Jazzbassist.

## Leben
Zanchi besuchte am Conservatorio di Milano Jazzkurse bei Giorgio Gaslini. 1979 wurde er Mitglied des Open Form Trio mit Piero Bassini und Giampiero Prina, mit dem er mehrere Jahre zusammenarbeitete. Ab 1980 studierte er an der University of Fine Arts in Banff und dem Creative Music Studio in Woodstock, wo er seine Bassausbildung bei Dave Holland vervollkommnete. Er trat hier u. a. mit Karl Berger, George Lewis, Sam Rivers, Jimmy Giuffre, Ed Blackwell, Lee Konitz, Kenny Wheeler, Jack DeJohnette und John Abercrombie auf.
1981 gastierte er beim Woodstock Jazz Festival mit Baikida Carroll, Julius Hemphill, Ed Blackwell, Naná Vasconcelos, Collin Walcott, Dewey Redman und Howard Johnson und dem Woodstock Workshop Orchestra. Nach seiner Rückkehr nach Italien wurde er Mitglied des Milan Jazz Quartet und begann seine Zusammenarbeit mit Franco D’Andrea und Paolo Fresu.
Von 1987 bis 1997 arbeitete Zanchi mit Tiziana Ghiglioni zusammen. 1997 und 1998 unternahm er Tourneen mit dem Quartett von Bobby Watson. 1999 tourte er mit Sheila Jordan, Nancy King und David Linx und wirkte an Eugenio De Mellos Tanzprojekt Cucine beim Festival von Brescia mit. Er spielte auf mehr als 80 Alben als Sideman mit und veröffentlichte sechs Alben unter eigenem Namen.
Zanchi unterrichtet Jazzmusik an den Konservatorien von Neapel, Triest, Potenza und Brescia und veröffentlichte mehrere Lehrbücher über das Jazz- und Kontrabassspiel.

## Diskografie
- Earley Spring, 1987
- Cats, 1988 mit u. a. Christian Meyer
- Some Other Place mit Kenny Wheeler, John Taylor, George Garzone, Franco D’Andrea, Gianluigi Trovesi
- Four Ways, 1997